# Joaquín Ramos Marcos
Joaquín Ramos Marcos (Salamanca, 1946. március 23. – Madrid, 2025. január 19.) spanyol nemzetközi labdarúgó-játékvezető, újságíró, rádiókommentátor.

## Pályafutása

### Nemzeti játékvezetés
A játékvezetői vizsgát 1967-ben szerezte meg, 1979-ben lett I. osztályú játékvezető. Első osztályú futsal bíró. Első ligás mérkőzéseinek száma: 151.

### Nemzetközi játékvezetés
A Spanyol labdarúgó-szövetség Játékvezető Bizottsága (JB) 1986-ban terjesztette fel nemzetközi játékvezetőnek, a Nemzetközi Labdarúgó-szövetség (FIFA) bíróinak keretébe. Több nemzetek közötti válogatott és klubmérkőzést vezetett. A II. FIFA futsal világbajnokságon Spanyolországban bírói feladatokat látott el. A spanyol nemzetközi játékvezetők rangsorában, a világbajnokság-Európa-bajnokság sorrendjében többedmagával a 23. helyet foglalja el 2 találkozó szolgálatával. Az aktív nemzetközi játékvezetéstől 1992-ben a FIFA 45 éves korhatárát elérve búcsúzott.

#### Európa-bajnokság
Az európai-labdarúgó torna döntőjéhez vezető úton Német Szövetségi Köztársaságba a VIII., az 1988-as labdarúgó-Európa-bajnokságra és Svédországba a IX., az 1992-es labdarúgó-Európa-bajnokságra az UEFA JB játékvezetőként foglalkoztatta.

##### 1988-as labdarúgó-Európa-bajnokság
| Időpont            | Helyszín                | Mérkőzés típusa           | Mérkőzés               | Eredmény | Nézők száma |
| ------------------ | ----------------------- | ------------------------- | ---------------------- | -------- | ----------- |
| 1987. november 14. | Princes Stadion, Párizs | előselejtező (3. csoport) | Franciaország–Norvégia | 1 : 1    | 11 308      |

##### 1992-es labdarúgó-Európa-bajnokság
| Időpont            | Helyszín                       | Mérkőzés típusa           | Mérkőzés           | Eredmény | Nézők száma |
| ------------------ | ------------------------------ | ------------------------- | ------------------ | -------- | ----------- |
| 1991. december 21. | Pino Zaccheria Stadion, Foggia | előselejtező (3. csoport) | Olaszország–Ciprus | 2 : 0    | 16 350      |

## Írásai
- En la diagonal (1996, Aguilar) ISBN 978-84-03-59736-5
- La Ley del fútbol (2001, Marca) ISBN 978-849-73-40-137

## Szakmai sikerek
A spanyol JB szakmai felkészültségét elismerve 1989-ben és 1990-ben Az év játékvezetője címmel tüntette ki.